# Peter Petersen (Musikwissenschaftler)
Peter Petersen (* 17. Juli 1940 in Hamburg) ist ein deutscher Musikwissenschaftler.

## Leben
Petersen studierte zunächst Schulmusik, dann Historische Musikwissenschaft und Germanistik an der Universität Hamburg. 1971 wurde er mit einer Arbeit über die Tonalität im Instrumentalschaffen Béla Bartóks promoviert. Nach der Habilitation mit einer Schrift über Alban Bergs Wozzeck lehrte er ab 1985 als Professor an der Universität Hamburg. 2001 ehrte ihn die Universität mit dem Fischer-Appelt-Preis für hervorragende Leistungen in der akademischen Lehre. Seit 2005 ist Petersen im Ruhestand.
Er ist mit der Violinpädagogin Marianne Petersen verheiratet und lebt in Hamburg.

## Forschung
Ein Schwerpunkt der Forschungen Petersens liegt auf dem Gebiet der Musik des 20. Jahrhunderts (u. a. Bartók, Berg, Hölszky, Lutosławski). Mehrere Monografien und zahlreiche Aufsätze beschäftigen sich mit dem Schaffen Hans Werner Henzes.
Durch Petersens Engagement wurde das Musikwissenschaftliche Institut der Universität Hamburg zu einem Zentrum der Exilmusikforschung: Petersen gründete und leitete die fast 30 Jahre lang bestehende „Arbeitsgruppe Exilmusik“ und gewann zahlreiche Studierende und Kollegen dafür, die Auswirkungen von NS-Herrschaft, Exil und Holocaust auf das Musikleben aufzuarbeiten. Petersen ist Herausgeber der Schriftenreihe „Musik im ‚Dritten Reich’ und im Exil“ und Mitherausgeber des Online-Lexikons verfolgter Musiker und Musikerinnen (www.lexm.uni-hamburg.de).
Petersen perfektionierte das Verfahren der „semantischen Analyse“ sujetgebundener Kompositionen und insbesondere von Werken des Musiktheaters. Basierend auf akribischen Partituranalysen, die dann kontextualisiert werden, erschließen seine Untersuchungen die inhaltlichen Zusammenhänge solcher Kompositionen oftmals völlig neu – so etwa die Sinngefüge von Alban Bergs Wozzeck oder jüngst von Richard Strauss’ Friedenstag.
Auf musiktheoretischem Gebiet entwickelte Petersen eine grundlegend neue Rhythmustheorie („Komponententheorie“), die den Begriff der Dauer vom einzelnen Ton löst und sämtlichen Klangphänomenen („Komponenten“) rhythmusgenerierendes Potential zuerkennt (Klang, Tonhöhe, Diastematik, Artikulation, Dynamik, Klangfarbe, Harmonik, Textur, Phrase, Sprache). Die „Komponentenrhythmen“ werden in mehrzeiligen „Rhythmuspartituren“ visualisiert. Durch Akkumulation der Komponentenrhythmen ergeben sich einzeilige „Rhythmusprofile“, die das „rhythmische Gewicht“ im musikalischen Verlauf präzise abbilden. Petersens Verfahren zur rhythmischen Feinanalyse lässt u. a. erkennen, dass auch einstimmige Tonsätze bereits eine komplexe Rhythmik besitzen können. Neu beleuchtet wird überdies das Verhältnis von Rhythmik und Metrik. 

## Schriften

### Monografien
- Die Tonalität im Instrumentalschaffen von Béla Bartók (= Hamburger Beiträge zur Musikwissenschaft Bd. 6), Hamburg: Wagner 1971.
- Alban Berg: Wozzeck. Eine semantische Analyse unter Einbeziehung der Skizzen und Dokumente aus dem Nachlaß Bergs (Sonderband Musik-Konzepte), München: text+kritik 1985.
- Hans Werner Henze. Ein politischer Musiker. Zwölf Vorlesungen, Hamburg: Argument 1988.
- Hans Werner Henze. Werke der Jahre 1984-93 (= Kölner Schriften zur Neuen Musik Bd. 4), Mainz: Schott 1995.
- Orientierung Musikwissenschaft. Was sie kann, was sie will, Reinbek: rowohlt 2000 (zusammen mit Helmut Rösing).
- Musik und Rhythmus. Grundlagen, Geschichte, Analyse, Mainz u. a.: Schott 2010.
- Music and Rhythm. Fundamentals - History - Analysis, revised and expanded version of the original German edition, translated by Ernest Bernhardt-Kabisch, Frankfurt am Main u. a.: Lang 2013.
- Hans Werner Henze – Ingeborg Bachmann. „Undine“ und „Tasso“ in Ballett, Erzählung, Konzert und Gedicht, Schliengen: Argus 2014.
- „Friedenstag“ von Stefan Zweig, Richard Strauss und Joseph Gregor. Eine pazifistische Oper im „Dritten Reich“ (= Musik und Diktatur Bd. 2, Hg. F. Geiger), Münster: Waxmann 2017.
- Isolde und Tristan. Zur musikalischen Identität der Hauptfiguren in Richard Wagners „Handlung“ Tristan und Isolde, Würzburg: Königshausen & Neumann 2019.
- Bachs Goldberg-Variationen. Visualisierung des Klanggeschehens - Intensivierung des Hörens. Schliengen: Argus 2020.
- Sternsekunden der Musik in Kompositionen aus fünf Jahrhunderten. Schliengen: Argus 2022.
- Hans Werner Henze. Ein Handbuch. München: edition text + kritik 2022.
- Arnold Schönbergs Streichquartett op. 7. Drei Wege zum Verständnis des Werks. Baden-Baden: Olms/Nomos 2024.

### Herausgeberschaften
- MUSIKKULTURGESCHICHTE. Festschrift für Constantin Floros zum 60. Geburtstag, Hg. P. Petersen, Wiesbaden: Breitkopf & Härtel 1990.
- Musik im Exil. Folgen des Nazismus für die internationale Musikkultur, Hg. H.-W. Heister, C. Maurer Zenck und P. Petersen, Frankfurt a. M.: Fischer Taschenbuchverlag 1993.
- Zündende Lieder – Verbrannte Musik. Folgen des Nazifaschismus für Hamburger Musiker und Musikerinnen. Völlig neu bearbeitete Ausgabe [der ersten Auflage von 1988], Hg. P. Petersen und die Arbeitsgruppe Exilmusik, Hamburg: VSA 1995.
- „Stimmen“ für Hans Werner Henze. Die 22 Lieder aus „Voices“, Hg. P. Petersen, H.-W. Heister und H. Lück, Mainz u. a.: Schott 1996.
- Musik im „Dritten Reich“ und im Exil. Schriftenreihe. Bisher 21 Bde. Hamburg: von Bockel 1996 ff. (bis Bd. 11 Mitherausgeber: Hanns-Werner Heister)
- Das „Reichs-Brahmsfest“ 1933 in Hamburg. Rekonstruktion und Dokumentation, Hg. Arbeitsgruppe Exilmusik am Musikwissenschaftlichen Institut der Universität Hamburg, Hamburg: von Bockel 1997.
- Büchner-Opern. Georg Büchner in der Musik des 20. Jahrhunderts, Hg. P. Petersen und H.-G. Winter (= HJbMw Bd. 14), Frankfurt a. M.: Lang 1997.
- 50 Jahre Musikwissenschaftliches Institut in Hamburg. Bestandsaufnahme – aktuelle Forschung – Ausblick, Hg. P. Petersen und H. Rösing (= HJbMw Bd. 16), Frankfurt a. M.: Lang 1999.
- Lebenswege von Musikerinnen im „Dritten Reich“ und im Exil, Hg. Arbeitsgruppe Exilmusik am Musikwissenschaftlichen Institut der Universität Hamburg, Hamburg: von Bockel 2000.
- Hans Werner Henze. Die Vorträge des internationalen Symposions am Musikwissenschaftlichen Institut der Universität Hamburg 28. bis 30. Juni 2001, Hg. P. Petersen (= HJbMw Bd. 20), Frankfurt a. M.: Lang 2003.
- Berthold Goldschmidt. Komponist und Dirigent. Ein Musiker-Leben zwischen Hamburg, Berlin und London, Hg. P. Petersen und Arbeitsgruppe Exilmusik am Musikwissenschaftlichen Institut der Universität Hamburg, Hamburg: von Bockel 1994. – Zweite, korrigierte und ergänzte Auflage 2003.
- Musiktheater im Exil der NS-Zeit. Bericht über die Internationale Konferenz am Musikwissenschaftlichen Institut der Universität Hamburg 3. bis 5. Februar 2005, Hg. P. Petersen und Claudia Maurer Zenck (= Musik im „Dritten Reich“ und im Exil Bd. 12), Hamburg: von Bockel 2007.
- Lexikon verfolgter Musiker und Musikerinnen der NS-Zeit, Online-Lexikon , Hg. C. Maurer Zenck, P. Petersen und S. Fetthauer, Universität Hamburg 2005 ff.

### Festschriften für Peter Petersen
- Komposition als Kommunikation. Zur Musik des 20. Jahrhunderts, Hg. C.  Floros, F. Geiger und T. Schäfer (= HJbMw Bd. 17), Frankfurt a. M.: Lang 2000.
- Fokus Deutsches Miserere von Paul Dessau und Bertolt Brecht. Festschrift Peter Petersen zum 65. Geburtstag, Hg. N. Ermlich Lehmann, S. Fetthauer, M. Lehmann, J. Rothkamm, S. Wenzel und K. Wille, Hamburg: von Bockel 2005.